# Google Assistant
Google Assistant (in het Nederlands Google Assistent) is een virtuele assistent-app voor Android-toestellen, ontwikkeld door Google. Het product werd voorgesteld in mei 2016 en is de opvolger van Google Now. In maart 2025 maakte Google haar plan bekend om datzelfde jaar de Google Assistant uit gebruik te nemen met uitzondering van oudere toestellen, ten voordele van Google Gemini.

De software is te vinden op de Pixel-smartphones en is in de chatapp Allo geïntegreerd. In Google Home wordt gebruikgemaakt van Google Assistant.
In maart 2017 werd de Google Assistant uitgerold naar telefoons met het Android-besturingssysteem, versies 6.0 en 7.0. Gebruikers kunnen een gesprek aangaan met de assistent, net zoals dat kan met Alexa van Amazon, Siri van Apple en Cortana van Microsoft.
In mei 2018 demonstreerde Google dat Google Assistant telefonisch een afspraak met de kapper maakte zonder dat deze merkte dat het een machine was.